# 1933 Тінхен
1933 Тінхен (1933 Tinchen) — астероїд головного поясу, відкритий 14 січня 1972 року чехословацьким астрономом Любошем Когоутеком. Названо на честь дружини Любоша Крістіни.
Тіссеранів параметр щодо Юпітера — 3,537.